# Hrabstwo Guernsey
Hrabstwo Guernsey (ang. Guernsey County) – hrabstwo w stanie Ohio w Stanach Zjednoczonych. Obszar całkowity hrabstwa obejmuje powierzchnię 528,29 mil² (1 368,28 km²). Według danych z 2010 r. hrabstwo miało 40 087 mieszkańców. Hrabstwo powstało 31 stycznia 1810 roku, a swą nazwę zawdzięcza wyspie Guernsey, z której pochodziła spora część pierwszych osadników na tych terenach.

## Sąsiednie hrabstwa
- Hrabstwo Tuscarawas (północ)
- Hrabstwo Harrison (północny wschód)
- Hrabstwo Belmont (wschód)
- Hrabstwo Noble (południe)
- Hrabstwo Muskingum (zachód)
- Hrabstwo Coshocton (północny zachód)

## Miasta
- Cambridge

## Wioski
- Byesville
- Cumberland
- Lore City
- Old Washington
- Pleasant City
- Quaker City
- Salesville
- Senecaville

## CDP
- Buffalo
- Kimbolton